# Seneb Kay
Woseribre Senebkay a fost un faraon din a doua Perioadă Intermediară a Egiptului. Mormântul său a fost descoperit în ianuarie 2014 de către o echipă de arheologi a Muzeului Penn și confirmă existența unei dinastii Abydos⁠(en)[traduceți].
Mormântul faraonului Senebkay a fost datat cu aproximație în anul 1650 î.Hr. și se presupune că dinastia Abydos ar fi condus în perioada 1650 – 1600 î.Hr. Complexul funerar este alcătuit din patru camere, una dintre acestea fiind construită din calcar și pictată cu imagini ale zeițelor Nut, Nephthys, Selket și Isis. Conform inscripțiilor, titulatura completă a faraonului era „rege al Egiptului de Sus și de Jos, Woseribre, fiului lui Ra, Senebkay”.
Din păcate, mormântul a fost prădat în antichitate și nu au fost găsite obiecte de valoare. Cu toate acestea, arheologii au reușit să recupereze scheletul faraonului. Analiza acestuia a relevat că Senebkay avea aprovimativ 1,75 m și a murit la vârsta de 45 – 50 ani.